# Washington Lindsey
Washington Ellsworth Lindsey (Armstrongs Mills, 20 dicembre 1862 – Portales, 5 aprile 1926) è stato un politico e avvocato statunitense, membro del Partito Repubblicano ed ex-governatore del Nuovo Messico.